# András Szatmári
András Szatmári (Budapest, 3 febbraio 1993) è uno schermidore ungherese, specializzato nella sciabola.

## Palmarès
- Giochi olimpici

Tokyo 2020: bronzo nella sciabola a squadre.
Parigi 2024: argento nella sciabola a squadre.
- Mondiali

Kazan 2014: bronzo nella sciabola a squadre.
Rio 2016: argento nella sciabola a squadre.
Lipsia 2017: oro nella sciabola individuale e argento nella sciabola a squadre.
Wuxi 2018: bronzo nella sciabola a squadre.
Budapest 2019: argento nella sciabola individuale e nella sciabola a squadre.
Il Cairo 2022: argento nella sciabola a squadre.
Milano 2023: oro nella sciabola a squadre.
- Europei

Montreux 2015: bronzo nella sciabola a squadre.
Tbilisi 2017: bronzo nella sciabola a squadre.
Novi Sad 2018: oro nella sciabola a squadre.
Düsseldorf 2019: argento nella sciabola a squadre.
Adalia 2022: oro nella sciabola a squadre.
Plovdiv 2023: argento nella sciabola individuale.
Genova 2025: oro nella sciabola a squadre.